# دائرة مدروسة
دائرة مدروسة إحدى دوائر ولاية تيارت الجزائرية . عاصمتها هي مدروسة وتضم بلديات : 
- مدروسة
- سيدي بختي
- ملاكو